# Кокозек (Урджарський район)
Кокозе́к (каз. Көкөзек) — село у складі Урджарського району Абайської області Казахстану. Адміністративний центр та єдиний населений пункт Кокозецького сільського округу.
Населення — 1101 особа (2021; 1413 у 2009, 1731 у 1999, 2024 у 1989).
Національний склад станом на 1989 рік:
- казахи — 68 %
- росіяни — 21 %

До 1998 року село називалося Іриновка.